# Asse dello sconvolgimento

In rosso, gli stati facenti parte dell'asse dello sconvolgimento (Cina, Russia, Iran e Corea del Nord)

L'espressione asse dello sconvolgimento (in inglese Axis of Upheaval) è stata coniata nel 2024 dagli analisti geopolitici statunitensi Richard Fontaine e Andrea Kendall-Taylor, ed è stata utilizzata da diversi analisti, funzionari militari e gruppi internazionali per descrivere la crescente collaborazione antioccidentale tra Cina, Russia, Iran e Corea del Nord, iniziata nei primi anni del 2020. Per questo motivo, come sinonimo del termine, viene usato anche l'acronimo dei quattro stati CRINK.
L'alleanza informale si è generalmente presentata nei discorsi diplomatici e nelle dichiarazioni pubbliche come una coalizione "anti-egemonica" e "anti-imperialista", con l'intento di sfidare quello che considera un ordine mondiale dominato dall'Occidente, al fine di rimodellare le relazioni internazionali in un sistema multipolare basato sui propri interessi comuni. Pur non costituendo un blocco formale, queste nazioni hanno intensificato il coordinamento dei loro sforzi economici, militari e diplomatici, impegnandosi attivamente ad aiutarsi reciprocamente per indebolire l'influenza occidentale.

## Origine del termine

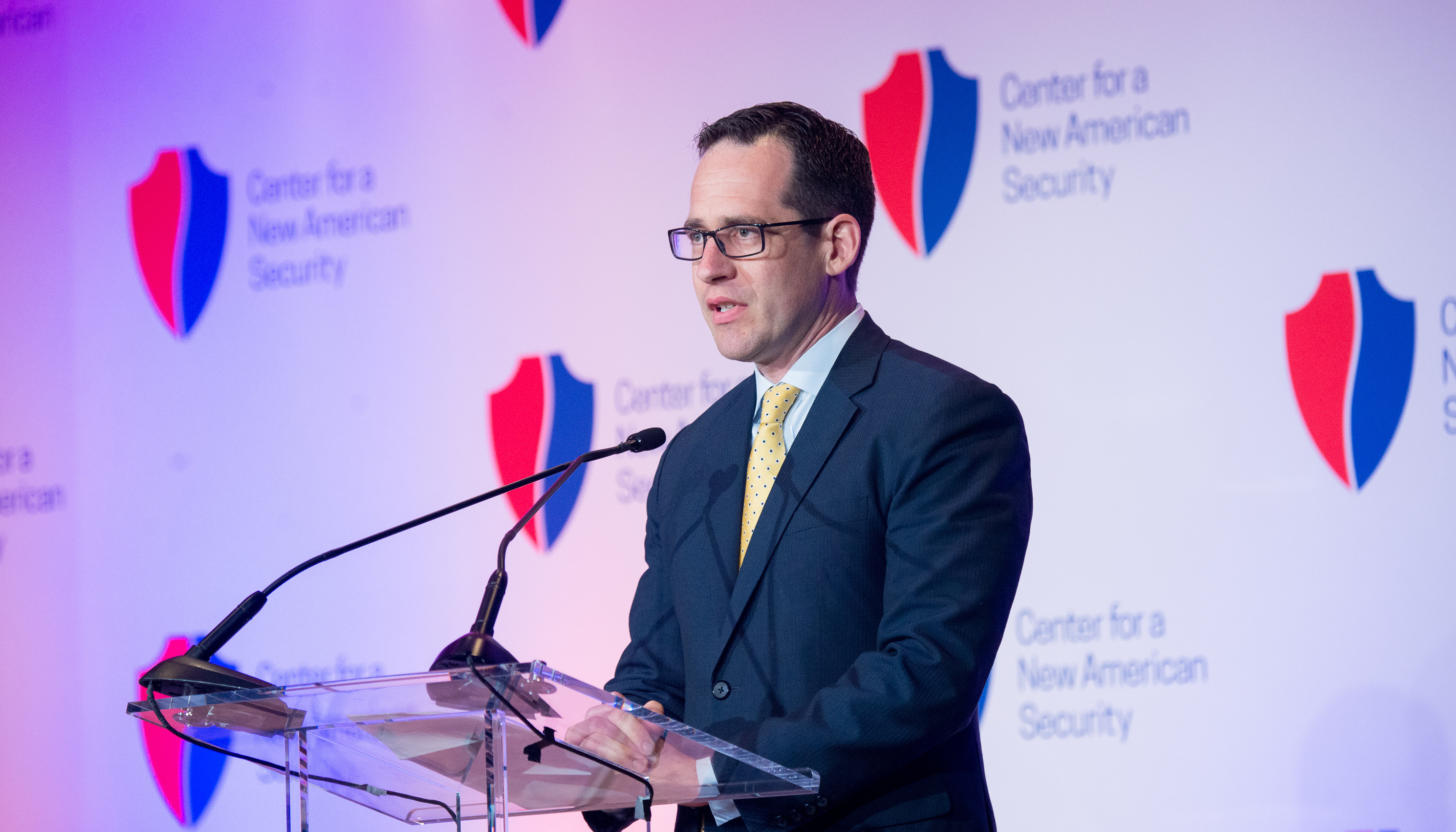
L'analista geopolitico Richard Fontaine, coideatore dell'espressione

Il termine è stato coniato nell'aprile 2024 nell'articolo The Axis of Upheaval, scritto dagli analisti di politica estera Richard Fontaine e Andrea Kendall-Taylor per la rivista Foreign Affairs, come parte del lavoro svolto per il think tank statunitense Center for a New American Security. Fontaine ha scelto questa espressione perché rappresenta il disprezzo condiviso da questo gruppo di nazioni per l'influenza e i valori occidentali, e il desiderio di sradicarli, senza ricorrere a un linguaggio "che risulti eccessivo" come "asse del male" o "asse delle autocrazie".
Benedetta Berti, responsabile della pianificazione strategica della NATO, ha espresso la preferenza per la locuzione "convergenza strategica" anziché "asse" per descrivere la coalizione di queste nazioni.

## Storia

Kim Il-sung insieme a Mao Zedong durante una visita a Pechino nel 1954

Le radici della cooperazione tra le nazioni dell'asse risalgono a molti decenni fa, all'inizio della guerra fredda, quando si manifestò la divisione tra il primo mondo e il secondo mondo. L'Unione Sovietica rappresentava la superpotenza principale di quest'ultimo, fornendo assistenza e condividendo filosofie comuniste e antioccidentali con la Repubblica Popolare Cinese e la Corea del Nord.
Anche se queste nazioni hanno mantenuto generalmente relazioni neutrali o positive dopo la dissoluzione dell'Unione Sovietica, la loro alleanza si è intensificata notevolmente dopo l'invasione russa dell'Ucraina nel 2022. L'analista geopolitica Andrea Kendall-Taylor ha affermato che il presidente russo Vladimir Putin abbia sottovalutato il livello di "straordinaria" coordinazione tra Stati Uniti, Europa e altri paesi alleati dell'Occidente riguardo alle sanzioni economiche e all'assistenza militare all'Ucraina. Tuttavia, ha anche osservato che la risposta ferma e risoluta dell'Occidente ha involontariamente agito da catalizzatore per la Russia, accelerando il rafforzamento dei suoi legami economici e diplomatici con le nazioni antioccidentali, dato l'ormai raggiunto "punto di non ritorno".

## Caratteristiche
Sebbene l'asse dello sconvolgimento non sia un'unione o un'alleanza formale, è generalmente unito da una comune opposizione a quella che definisce l'egemonia degli Stati Uniti e l'ordine mondiale guidato dall'Occidente. I paesi dell'asse hanno aumentato significativamente la loro cooperazione economica e militare, coordinando al contempo i loro sforzi diplomatici, informativi e di sicurezza, operando come una coalizione informale di stati affini in resistenza alle pressioni economiche o ideologiche delle nazioni occidentali.

### Antioccidentalismo

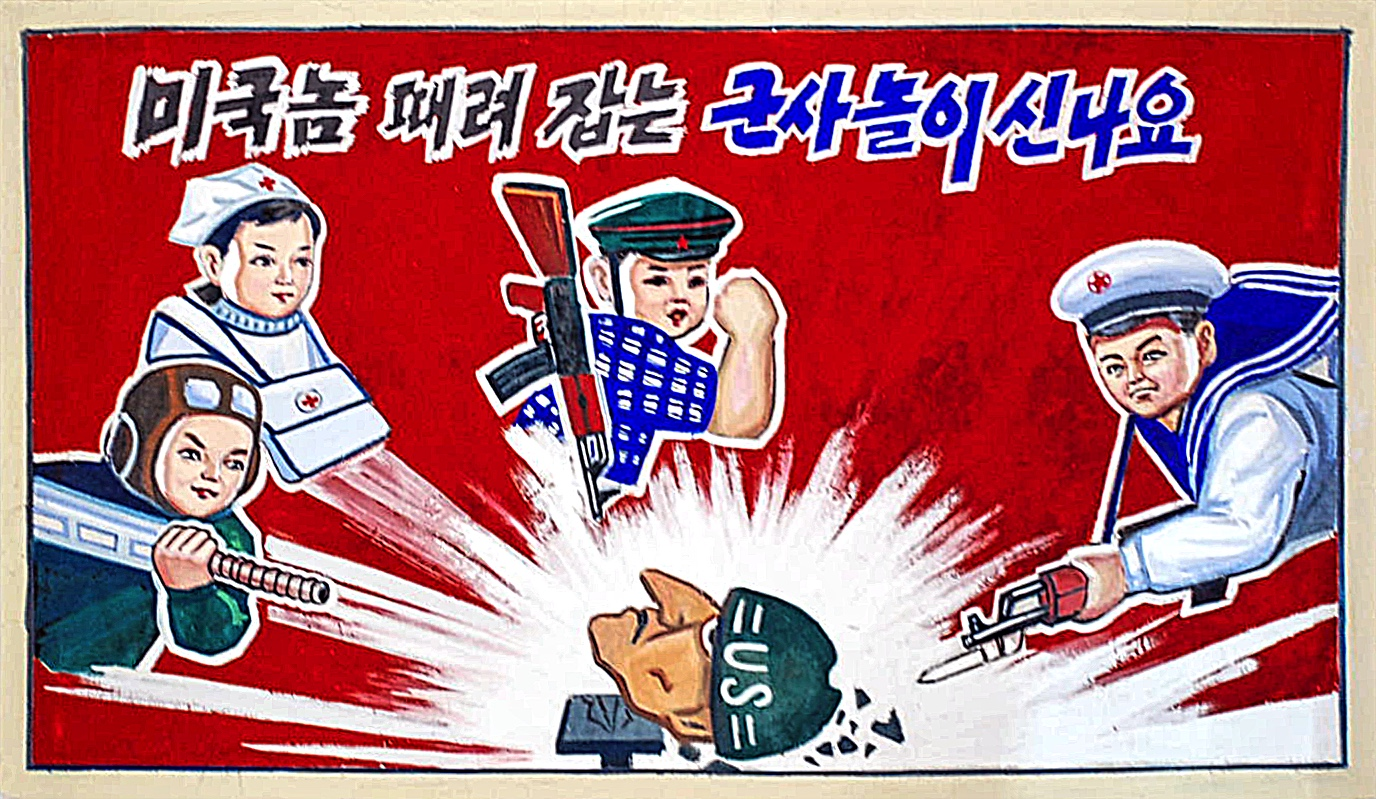
Poster di propaganda antiamericana in una scuola primaria nordcoreana

Tra le motivazioni che guidano questa alleanza informale vi è il desiderio di ottenere un maggior controllo regionale, respingendo l'influenza delle potenze occidentali. I membri dell'asse respingono i valori universali e vedono la promozione della democrazia liberale come un tentativo di minare la loro legittimità e creare instabilità interna. Considerano la presenza degli Stati Uniti nelle loro aree di influenza come una minaccia ai loro interessi e alla loro sovranità, affermando che dovrebbero avere il diritto di instaurare una democrazia basata sulle proprie istituzioni e cultura, invece di essere forzatamente modellati da principi stranieri. Collettivamente, si rappresentano come anti-imperialisti che condividono l'obiettivo di creare un ordine mondiale multipolare, riducendo il dominio globale degli Stati Uniti. Questo include la resistenza all'ingerenza esterna nei loro affari interni, all'espansione delle alleanze statunitensi, al posizionamento di armi nucleari all'estero e all'uso di sanzioni coercitive.

### Autocrazia e neoimperialismo
Tutti e quattro gli stati sono stati descritti come autocratici o autoritari, caratterizzati da ampie campagne di propaganda statale. Russia, Cina e Iran, inoltre, sono stati definiti anche come neoimperialisti o espansionisti. A ciò si aggiunge il caso della Corea del Nord, una delle poche dittature personalistiche ancora esistenti, dove il culto della personalità della famiglia Kim è estremamente pervasivo.

### Cooperazione economica

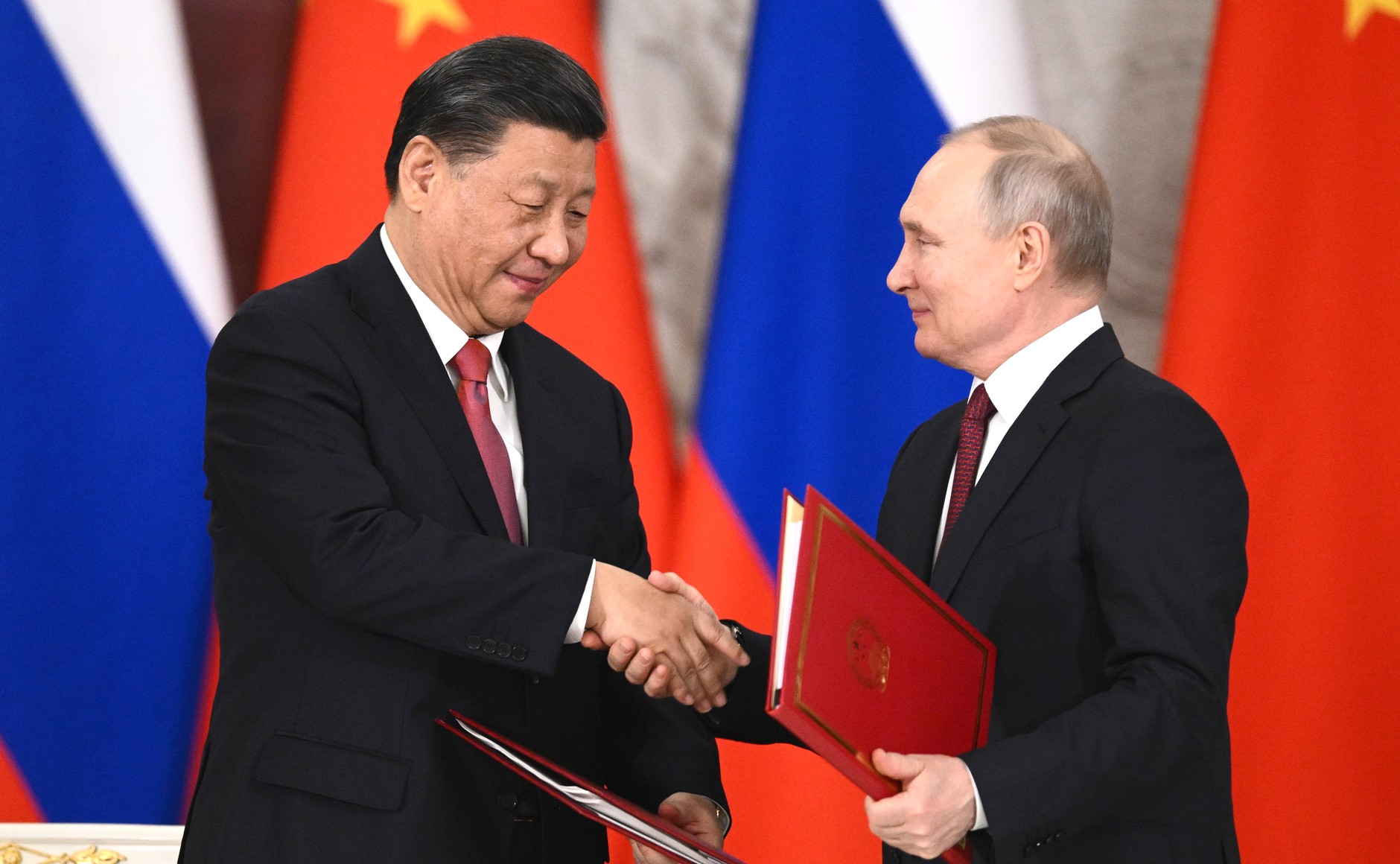
Il presidente cinese Xi Jinping e il presidente russo Vladimir Putin firmano una dichiarazione congiunta nel 2023

I legami economici tra i membri dell'asse si sono notevolmente rafforzati a partire dal 2022. In seguito alla firma di un accordo congiunto tra il presidente cinese Xi Jinping e Vladimir Putin, che ha stabilito una "partnership senza limiti", la Cina è diventata il maggiore partner commerciale della Russia, con scambi bilaterali che hanno raggiunto livelli record tra il 2023 e il 2024. Nel 2023, il volume del commercio tra Russia e Cina ha superato i 240 miliardi di dollari, con la Russia che ha preso il posto dell'Arabia Saudita come principale fornitore di petrolio per la Cina. Aumentando gli acquisti di petrolio e gas naturale, quest'ultima ha fornito un'importante "ancora di salvezza" per l'economia russa di fronte alle pesanti sanzioni occidentali.
Iran e Russia hanno concordato di effettuare scambi commerciali nelle rispettive valute nazionali, riducendo così la dipendenza dal dollaro statunitense nelle transazioni internazionali. Per l'Iran, le esportazioni dalla Russia sono aumentate del 27% tra gennaio e ottobre 2022.
Molti di questi accordi e reti commerciali alternativi sembrano essere stati creati appositamente per aggirare le restrizioni commerciali imposte da numerosi paesi e organizzazioni nel mondo. Ad esempio, nel 2024, la Russia ha sfidato le sanzioni del Consiglio di sicurezza delle Nazioni Unite sbloccando beni nordcoreani per un valore di diversi milioni di dollari.

### Cooperazione militare

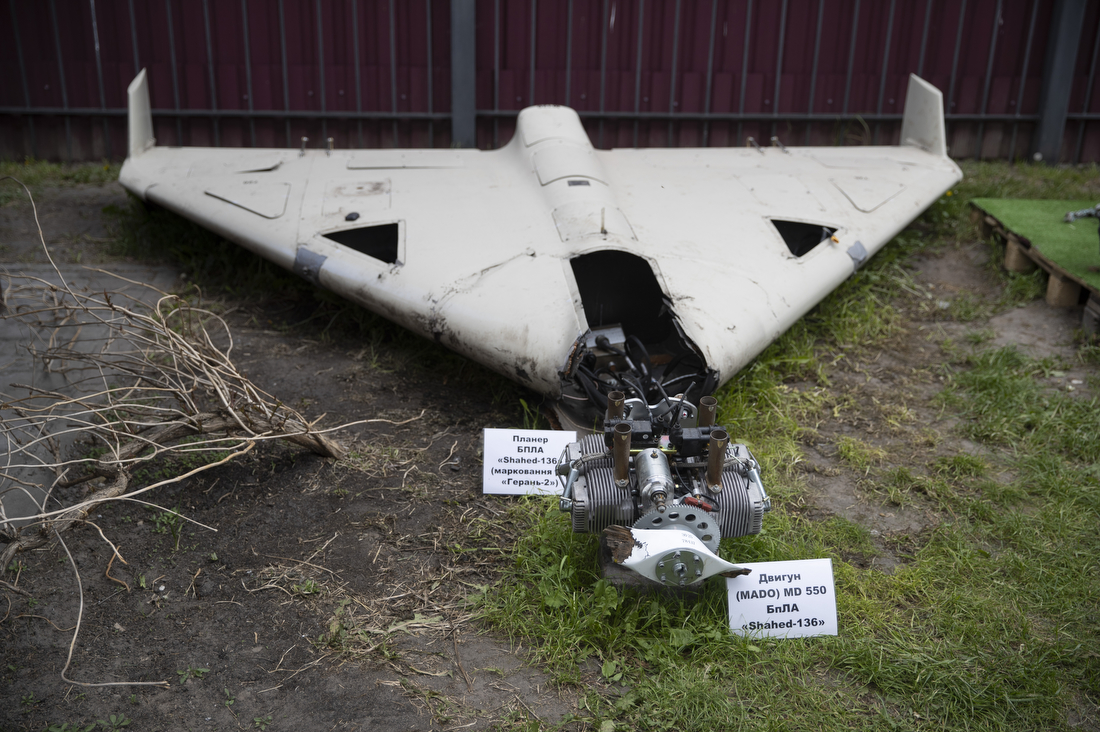
Resti di un drone suicida Shahed 136, di produzione iraniana, lanciato dall'esercito russo in Ucraina

La collaborazione militare tra i quattro stati si è anch'essa intensificata, con l'Iran che ha fornito aeromobili a pilotaggio remoto (APR) alla Russia per l'uso in Ucraina. Dall'inizio dell'invasione fino alla fine di aprile 2024, la Russia ha impiegato circa 3 700 droni progettati in Iran e ha espresso l'intenzione di collaborare con il paese mediorientale per la costruzione di una fabbrica di droni in territorio russo. In cambio, essa ha fornito all'Iran nuove capacità di difesa aerea, strumenti di sorveglianza, aerei militari e competenze informatiche. Inoltre, la Russia ha aumentato l'invio di armi all'Iran e ai gruppi alleati iraniani, come Hezbollah, soprattutto dopo l'inizio del conflitto tra Israele e Hezbollah nel 2023.
Sebbene la Cina abbia evitato di trasferire pubblicamente armi alla Russia, ha esportato oltre 300 milioni di dollari in beni a duplice uso, cioè articoli che possono essere impiegati sia per scopi civili che militari. Tra questi beni figurano microchip, apparecchiature di disturbo, strumenti di telecomunicazione, parti di aerei, sensori, radar, e macchine utensili, ognuno dei quali ha contribuito a sostenere lo sforzo bellico russo e a prevenire carenze dovute alle sanzioni occidentali. Tra il 2018 e il 2022, la Russia ha fornito l'83% delle importazioni cinesi di armi militari. Le esportazioni cinesi verso la Russia hanno contribuito per metà all'aumento delle forniture di microchip e componenti informatici, raggiungendo livelli vicini a quelli precedenti l'invasione.
La Corea del Nord ha fornito alla Russia circa 2,5 milioni di munizioni e missili balistici.
Le quattro nazioni hanno inoltre partecipato a diversi tipi di esercitazioni militari congiunte, tra cui esercitazioni navali tra Cina, Iran e Russia nel golfo di Oman negli ultimi tre anni, ed esercitazioni navali proposte dalla Russia con la Corea del Nord e la Cina.

### Cooperazione diplomatica

L'ayatollah Ali Khamenei prega in onore del leader di Hamas Isma'il Haniyeh

Il coordinamento diplomatico tra i membri dell'asse è diventato sempre più evidente, con ogni nazione che offre supporto reciproco in forum internazionali come le Nazioni Unite. Russia e Cina hanno cercato di legittimare l'Iran includendolo in organizzazioni come i BRICS e l'Organizzazione per la Cooperazione di Shanghai. I loro messaggi coordinati su questioni globali si oppongono frequentemente alle interpretazioni degli eventi mondiali promosse dall'Occidente e dagli Stati Uniti, con un "obiettivo comune di rovesciare i principi, le regole e le istituzioni che sostengono l'attuale sistema internazionale".
La Russia ha difeso Hezbollah e altri gruppi alleati dell'Iran durante i dibattiti al Consiglio di Sicurezza delle Nazioni Unite. Allo stesso modo, la Cina ha rilasciato dichiarazioni e preso posizione durante dibattiti internazionali, attribuendo l'inizio della guerra all'interferenza della NATO in Ucraina. Inoltre, i tre paesi hanno utilizzato i loro media statali e i social media per sostenere Hamas, giustificare le sue azioni e accusare Israele e gli Stati Uniti di ipocrisia per i bombardamenti contro i civili e per la gestione della crisi umanitaria nella striscia di Gaza dopo l'attacco dell'ottobre 2023.

## Impatto

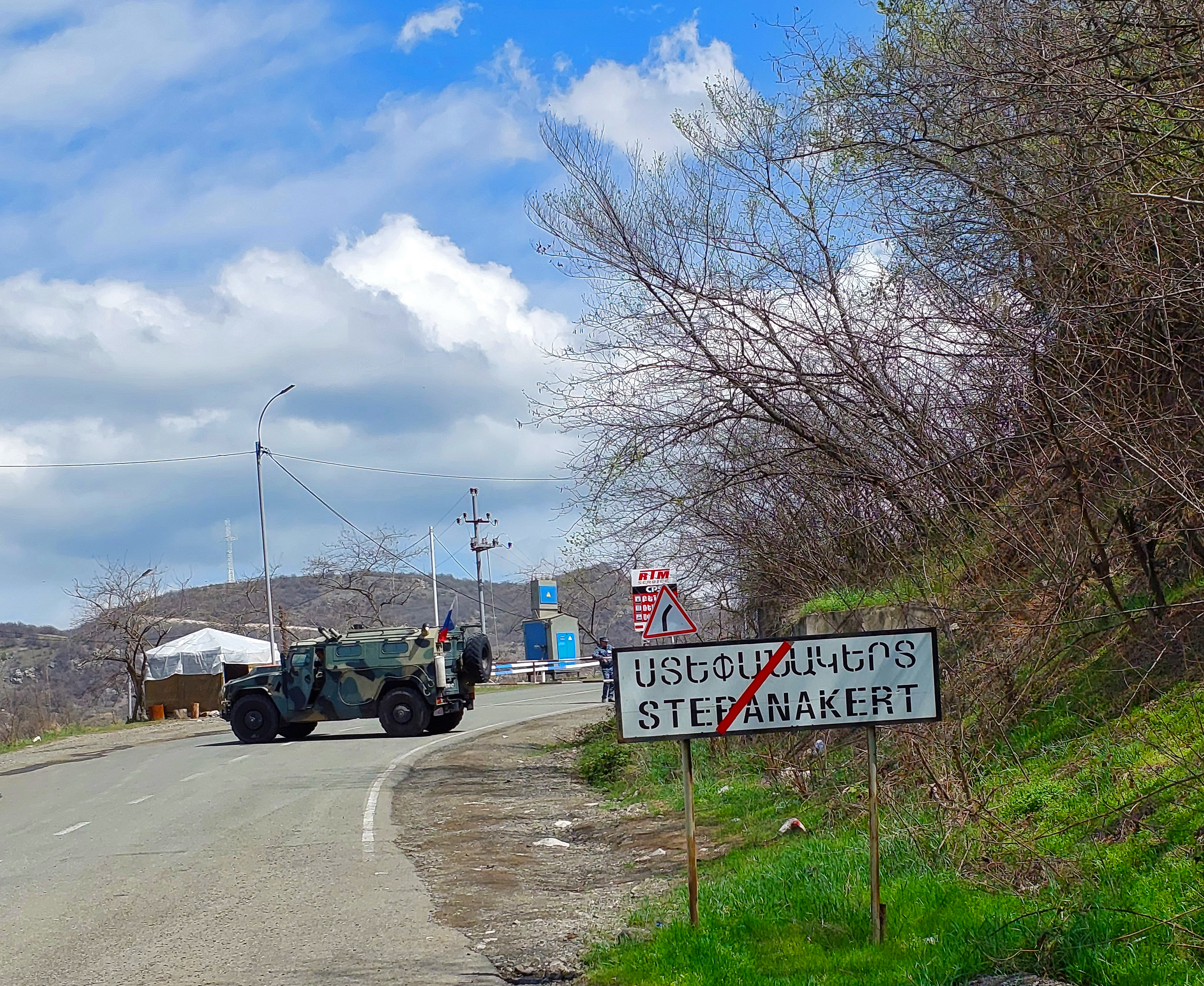
Veicolo militare russo alla periferia di Step'anakert

Il rapido sviluppo dell'asse dello sconvolgimento ha minato l'efficacia delle sanzioni occidentali e dei controlli sulle esportazioni, come quelli imposti alla Russia, ha eroso i vantaggi militari degli Stati Uniti in regioni chiave come il Medio Oriente e ha posto sfide crescenti alle norme e alle istituzioni internazionali. Inoltre, le azioni dell'alleanza hanno incoraggiato altri stati e attori antioccidentali, contribuendo a rendere l'ambiente globale più instabile.
Andrea Kendall-Taylor ritiene che l'influenza sempre maggiore dell'asse stia spingendo verso una trasformazione dell'attuale "sistema internazionale" in uno caratterizzato da due ordini sempre più organizzati con valori e interessi regionali opposti, un cambiamento che, secondo lei, è destinato a generare una maggiore instabilità globale e a scatenare conflitti. Ha osservato diversi esempi di crescente tensione globale legati alla cooperazione della coalizione, tra questi, la rinnovata invasione e la reintegrazione del Nagorno Karabakh da parte dell'Azerbaigian, le minacce alla Guyana da parte del Venezuela, l'aumento delle tensioni tra Kosovo e Serbia e l'incremento dei colpi di stato in diverse nazioni africane, tra cui Niger e Burkina Faso. Ha infine affermato che un'eventuale aggressione opportunistica, come un attacco russo all'Europa mentre gli Stati Uniti sono coinvolti in una guerra contro la Cina, potrebbe essere un futuro fattore scatenante di conflitti globali.

## Criticità
Nonostante la crescente cooperazione, persistono diffidenze storiche legate a eventi passati, come l'invasione dell'Iran da parte dell'Unione Sovietica nel 1941, l'apprensione della Cina verso l'aggressività militante della Corea del Nord e una disputa di confine tra Russia e Cina risolta ufficialmente nel 2004. Gli interessi concorrenti tra le nazioni includono le controversie tra Russia e Cina sul controllo dell'Asia centrale e la competizione tra Iran e Russia per i mercati petroliferi asiatici. Inoltre, l'asse non sembra avere una visione coerente e positiva per un nuovo ordine globale, e i suoi membri rimangono economicamente interdipendenti con l'Occidente in misura variabile, rendendo più difficile giustificare un'opposizione diretta agli ultimatum ricevuti.
Nonostante ciò, il politologo Hal Brands ha osservato che la loro alleanza, nata dal disprezzo reciproco per l'"ordine esistente", somiglia a molte delle “alleanze più distruttive” della storia, formate da accordi approssimativi per unirsi contro un ordine o un'alleanza avversaria più potente, caratterizzate da "scarsa coordinazione e ancora meno simpatia".

### Risposta dell'Occidente
In risposta a questa minaccia emergente, le nazioni occidentali, guidate dagli Stati Uniti, hanno intensificato il loro impegno per contrastare la sfida collettiva rappresentata dall'asse, puntando a rafforzare le alleanze e i partenariati esistenti. Nel 2024, la NATO ha ribadito i suoi impegni per la sicurezza di regioni instabili come il Sud-est asiatico e ha chiesto un incremento della spesa per la difesa e un maggiore coinvolgimento diplomatico per far fronte alla crescente cooperazione di alleanze potenzialmente destabilizzanti.

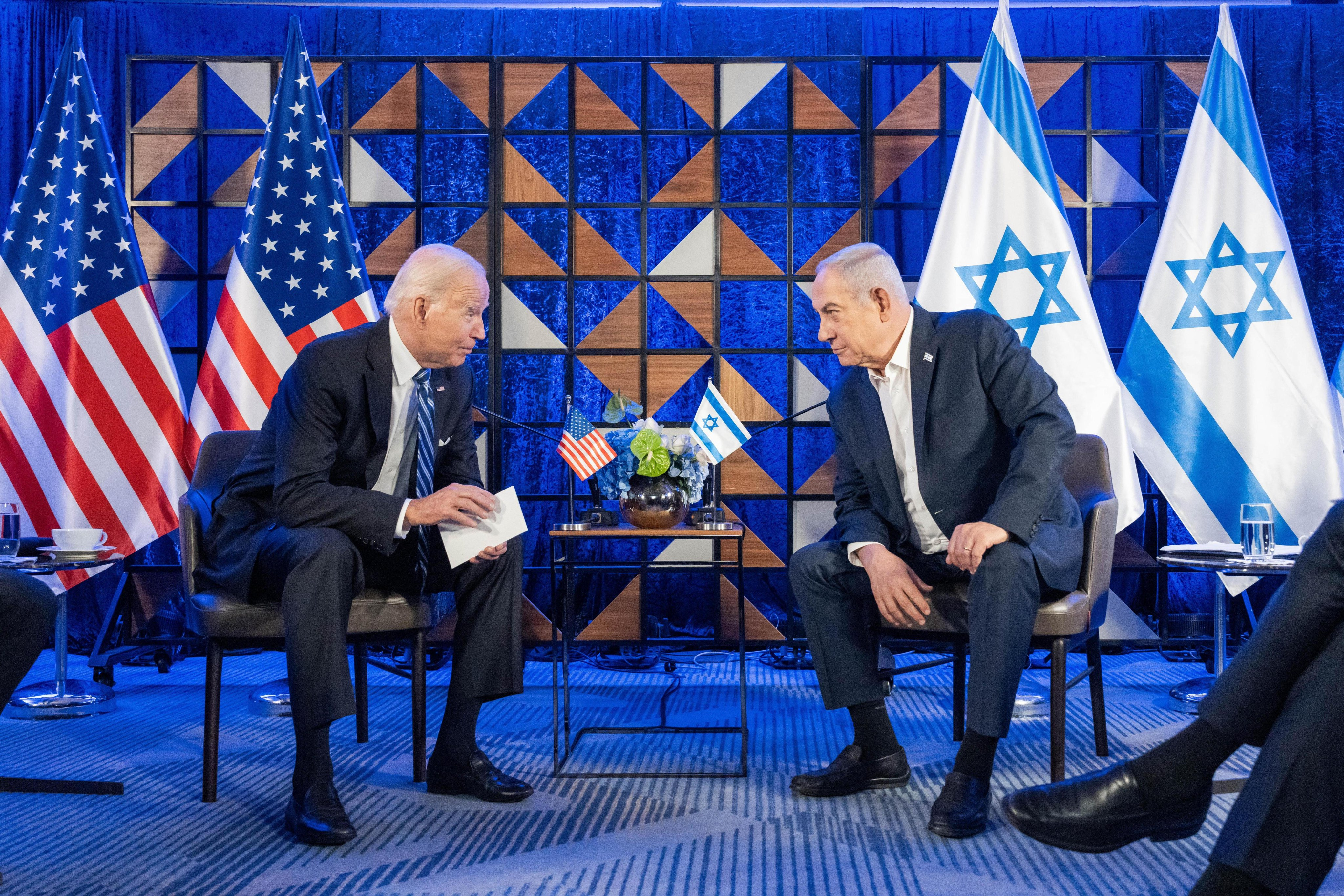
Il presidente statunitense Joe Biden durante una riunione con il primo ministro israeliano Benjamin Netanyahu nel 2023

Andrea Kendall-Taylor ha sostenuto che sconfiggere la Russia in Ucraina sarebbe cruciale per indebolire la capacità dell'asse di causare instabilità. Ha anche affermato che gli Stati Uniti non dovrebbero ridurre l'attenzione nei confronti dell'avvicinamento russo verso l'Europa, mentre si concentrano principalmente sulle dispute nel Mar Cinese Meridionale, poiché entrambi i conflitti sono connessi dall'asse. Kendall-Taylor ha sottolineato che l'Europa deve sviluppare una forza militare più robusta e dare maggiore importanza alla politica estera, in modo che gli Stati Uniti possano affrontare i vari conflitti globali senza vedere le proprie risorse e attenzioni eccessivamente divise. Il generale Roland Walker ha confermato tali osservazioni, affermando che il Regno Unito deve "raddoppiare la letalità del suo esercito" entro il 2027 per prepararsi a un possibile conflitto con le nazioni dell'asse dello sconvolgimento.
L'amministrazione Biden ha ricevuto forti critiche da parte dei Democratici più progressisti e di gruppi e governi filopalestinesi a livello mondiale per le ingenti spedizioni di armi a Israele e per il sostegno al governo di Benjamin Netanyahu nelle decisioni internazionali durante l'invasione della striscia di Gaza. Questa risposta degli Stati Uniti alle azioni israeliane a Gaza è stata vista da Russia, Cina e Iran come una palese contraddizione delle promesse occidentali di utilizzare il proprio potere per promuovere i diritti umani e l'ordine internazionale. Questo può incentivare altre nazioni emarginate a rafforzare i loro legami con l'asse.